# Suchowola Fabryczna
Suchowola Fabryczna – sołectwo i niestandaryzowana część miasta Suchowoli w Polsce, w województwie podlaskim, w powiecie sokólskim. 
Rozpościera się w rejonie ulicy Fabrycznej, w północno-wschodniej części miasta. Po II wojnie światowej Suchowola Fabryczna stanowiła odrębną gromadę w gminie Suchowola w powiecie sokólskim w województwie białostockim.
Obecnie Suchowola Fabryczna stanowi jedno z dwóch sołectw w mieście Suchowola. Sołtysem (rok 2023) jest Paweł Gałażyn.